# Sertã
Sertã er en by i Portugal med et indbyggertal på 15.880 (2011).
| Sertãs indbyggertal (1801 – 2004) | Sertãs indbyggertal (1801 – 2004) | Sertãs indbyggertal (1801 – 2004) | Sertãs indbyggertal (1801 – 2004) | Sertãs indbyggertal (1801 – 2004) | Sertãs indbyggertal (1801 – 2004) | Sertãs indbyggertal (1801 – 2004) | Sertãs indbyggertal (1801 – 2004) | Sertãs indbyggertal (1801 – 2004) |
| --------------------------------- | --------------------------------- | --------------------------------- | --------------------------------- | --------------------------------- | --------------------------------- | --------------------------------- | --------------------------------- | --------------------------------- |
| 1801                              | 1849                              | 1900                              | 1930                              | 1960                              | 1981                              | 1991                              | 2001                              | 2004                              |
| 10235                             | 13456                             | 20380                             | 24057                             | 27997                             | 21503                             | 18199                             | 16720                             | 16208                             |